# Diplôme de comptabilité et de gestion
 (décembre 2022).
Pour les articles homonymes, voir DCG.
En France, le diplôme de comptabilité et de gestion (DCG), anciennement dénommé Diplôme d'études comptables et financières (DECF), est un diplôme d'État dans le domaine de la comptabilité et de la gestion, sanctionnant trois années d'études supérieures après le baccalauréat. Ce diplôme confère à son détenteur le grade de licence. Il s'inscrit dans le cursus de l'expertise comptable.
Le DCG est un diplôme délivré par l’État et possède une finalité professionnelle. La préparation au DCG permet d’acquérir des bases indispensables à tous les étudiants qui se destinent à une carrière dans les domaines de la comptabilité et de la gestion. Le DCG englobe douze domaines de compétence indispensables pour exercer les métiers de la comptabilité. Toutefois le DCG seul ne permet pas d'exercer une profession libérale, qui est un domaine réservé aux experts-comptables.
Dans le cadre de la réforme LMD, deux nouveaux diplômes sont mis en place depuis la rentrée 2007 :
- le diplôme de comptabilité et de gestion (DCG), sanctionnant trois années d’études supérieures après le baccalauréat.
- le diplôme supérieur de comptabilité et de gestion (DSCG) sanctionnant deux années d’études supérieures supplémentaires après de DCG.

Ces diplômes remplacent le diplôme préparatoire aux études comptables et financières, le diplôme d'études comptables et financières et le diplôme d'études supérieures comptables et financières. Ils ont été délivrés pour la première fois en 2008 et font partie du cursus de l’expertise comptable.
En 2010, le ministère décide d’attribuer à ces diplômes les grades de licence et master,.

## Préparation
Une préparation spécifique au DCG est assurée dans les lycées. La liste des classes préparatoires autorisées par le ministère de l'Enseignement Supérieur et de la Recherche est publiée chaque année au Bulletin officiel. Ces classes préparatoires offrent à tous les bacheliers (STMG GF (anciennement STG CFE jusqu'en 2013), L'option mathématiques, S, ES), et en particulier aux bacheliers technologiques déjà engagés dans ce domaine de formation, une possibilité de poursuite d’études vers l’expertise comptable. L’admission dans les classes est organisée sous la responsabilité des recteurs d’académie qui définissent avec les chefs d’établissement d’accueil les conditions de la mise en place et du déroulement de la procédure. L'admission est prononcée par le chef d’établissement d’accueil, après appréciation du dossier de candidature de l’étudiant postulant par une commission formée de professeurs de la classe demandée.
L'entrée en première année est ouverte aux titulaires du baccalauréat, d'un titre, ou diplôme admis en dispense du baccalauréat. Une admission parallèle en deuxième année est ouverte aux titulaires de diplômes bénéficiant de dispenses de certaines unités constitutives du DCG, notamment les titulaires du BTS Comptabilité et gestion des organisations (CGO) et du BUT Gestion des entreprises et des administrations (GEA). Il faut toutefois signaler qu'il suffit d'être titulaire du baccalauréat, même sans avoir suivi le cursus de formation, pour être autorisé à s'inscrire aux épreuves.
L'Institut National des Techniques Économiques et Comptables (INTEC), établissement public faisant partie du Cnam, prépare à un diplôme spécifique, le DGC (Diplôme de Gestion et de Comptabilité) qui donne des dispenses d’épreuves du DCG. Les personnes inscrites à l'INTEC disposent ainsi d’une double chance.
Le cursus de formation pour chaque unité d'enseignement est réparti sur les trois années. Les horaires de cours hebdomadaires par année sont fixés par le BO No 32 du 8 septembre 2011 :
| Année | N° | Unité d'enseignement                             | Nombres d'heures |
| ----- | -- | ------------------------------------------------ | ---------------- |
| 1     | 1  | Fondamentaux du droit                            | 150 h            |
| 1     | 5  | Économie contemporaine                           | 210 h            |
| 1     | 8  | Système d'information de gestion                 | 210 h            |
| 1     | 9  | Comptabilité                                     | 150 h            |
| 1     | 12 | Anglais des affaires                             | 35 h             |
| 1     | 13 | Communication professionnelle                    | 30 h             |
| 2     | 2  | Droit des sociétés et des groupements d'affaires | 150 h            |
| 2     | 4  | Droit fiscal                                     | 150 h            |
| 2     | 6  | Finance d'entreprise                             | 150 h            |
| 2     | 10 | Comptabilité approfondie                         | 150 h            |
| 2     | 12 | Anglais des affaires                             | 80 h             |
| 3     | 3  | Droit social                                     | 150 h            |
| 3     | 7  | Management                                       | 210 h            |
| 3     | 11 | Contrôle de gestion                              | 210 h            |
| 3     | 12 | Anglais des affaires                             | 35 h             |
| 3     | 13 | Communication professionnelle                    | 30 h             |

## Obtention

### Inscription
Sont admis à se présenter aux épreuves du DCG les candidats titulaires soit d'un baccalauréat, soit d'un titre, ou diplôme admis en dispense du baccalauréat en vue de l’inscription en université, soit d'un titre étranger permettant l'accès à l'enseignement supérieur dans le pays de délivrance. Une seule session du DCG est prévue chaque année, qui se déroule entre fin mai et début juin selon l'année, sans session de rattrapage possible.
Depuis la réforme de 2019, qui entre en vigueur à partir de la session de 2020, une durée de validité des notes obtenues par le candidat est imposée (elles étaient acquises à vie avant la réforme). Les notes obtenues à partir de la session de 2020 sont valables jusqu'à la huitième session (incluse) qui suit leur obtention. Les notes obtenues jusqu'en 2019 sont valables jusqu'à la session 2027 incluse. La réinscription à une épreuve déjà passée par le candidat, pour laquelle il a obtenu une note inférieure à 10, entraîne automatiquement la suppression de la note obtenue précédemment.

### Épreuves
Le DCG est délivré aux candidats qui ont satisfait à l'ensemble des épreuves suivantes :
| N° | Épreuve                                                       | Durée | Nature | ECTS (crédits) | Coefficient |
| -- | ------------------------------------------------------------- | ----- | ------ | -------------- | ----------- |
| 1  | Fondamentaux du droit                                         | 3 h   | Écrit  | 14             | 1           |
| 2  | Droit des sociétés et des groupements d'affaires              | 3 h   | Écrit  | 14             | 1           |
| 3  | Droit social                                                  | 3 h   | Écrit  | 14             | 1           |
| 4  | Droit fiscal                                                  | 3 h   | Écrit  | 14             | 1           |
| 5  | Économie contemporaine                                        | 4 h   | Écrit  | 14             | 1           |
| 6  | Finance d'entreprise                                          | 3 h   | Écrit  | 14             | 1           |
| 7  | Management                                                    | 4 h   | Écrit  | 14             | 1           |
| 8  | Système d'information de gestion                              | 4 h   | Écrit  | 14             | 1           |
| 9  | Comptabilité                                                  | 3 h   | Écrit  | 14             | 1           |
| 10 | Comptabilité approfondie                                      | 3 h   | Écrit  | 14             | 1           |
| 11 | Contrôle de gestion                                           | 4 h   | Écrit  | 14             | 1           |
| 12 | Anglais des affaires                                          | 3 h   | Écrit  | 14             | 1           |
| 13 | Communication professionnelle                                 | 1 h   | Oral   | 12             | 1           |
| 14 | Épreuve facultative de langue (allemand, espagnol ou italien) | 3 h   | Écrit  | 0              | 1           |

La réforme de 2019 a ramené l'ensemble des épreuves à un coefficient de 1 (les épreuves de 4 heures étaient soumises à un coefficient de 1,5 avant cette réforme).
Les épreuves sont indépendantes. Le DCG est obtenu si la moyenne générale est égale ou supérieure à 10 sur 20 sur l'ensemble des épreuves, sans avoir de note inférieure à 6 sur 20. Les notes comprises entre 6 et 10 sur 20 peuvent être conservées par le candidat pour une compensation ultérieure. Les notes égales ou supérieures à 10 sont obligatoirement conservées.
L'épreuve « Communication professionnelle » prévoit la réalisation d’un stage, dont la durée est d'au moins 8 semaines, et la soutenance d'un rapport de stage.

### Dispenses
Des dispenses d'épreuves sont prévues par l’arrêté du 22 mai 2020, complété par l'arrêté du 18 janvier 2023, en cas d'obtention d'un diplôme ultérieur :
| Épreuves du DCG | Durée   | 1 | 2 | 3 | 4 | 5 | 6 | 7 | 8 | 9 | 10 | 11 | 12 | 13 |
| --- | ------- | - | - | - | - | - | - | - | - | - | -- | -- | -- | -- |
| BTS Comptabilité et Gestion des Organisations, jusqu'en 2016 inclus                                                                                      | Bac + 2 | X |   |   |   | X | X |   | X | X |    |    |    | X  |
| BTS Comptabilité et Gestion, depuis 2017 | Bac + 2 | X |   |   |   | X |   |   | X | X |    |    | X  | X  |
| DUT GEA option finances comptabilité | Bac + 2 | X |   |   |   | X | X |   | X | X |    |    | X  | X  |
| DUT GEA option petites et moyennes organisations | Bac + 2 | X |   |   |   | X |   | X |   |   |    |    |    | X  |
| DUT GEA option ressources humaines | Bac + 2 | X |   | X |   | X |   |   |   |   |    |    |    | X  |
| DUT GEA option gestion comptable et financière | Bac + 2 | X |   |   |   | X | X |   | X | X |    |    | X  | X  |
| DUT GEA option gestion et management des organisations                                                                                                   | Bac + 2 | X |   |   |   | X |   | X |   |   |    |    | X  | X  |
| DUT GEA option gestion des ressources humaines | Bac + 2 | X |   |   |   | X |   |   | X |   |    |    | X  | X  |
| BUT GEA parcours gestion comptable fiscale et financière                                                                                                 | Bac + 3 | X |   |   | X | X | X | X | X | X |    |    | X  | X  |
| BUT GEA parcours contrôle de gestion et pilotage de la performance                                                                                       | Bac + 3 | X |   |   |   | X |   |   |   | X |    |    | X  |    |
| BUT GEA parcours gestion entrepreneuriat et management des activités                                                                                     | Bac + 3 | X |   |   |   | X |   |   |   | X |    |    | X  |    |
| BUT GEA parcours gestion et pilotage des ressources humaines                                                                                             | Bac + 3 | X |   |   |   | X |   |   |   | X |    |    | X  |    |
| Licence professionnelle droit, économie, gestion, management des organisations, toutes spécialités métiers de la comptabilité, obtenue à compter de 2013 | Bac + 3 |   |   |   |   |   |   |   |   | X |    |    | X  | X  |
| Licence professionnelle, toutes mentions métiers de la gestion et de la comptabilité obtenue à compter de 2015                                           | Bac + 3 |   |   |   |   |   |   |   |   | X |    |    | X  | X  |
| Diplôme de Gestion et de Comptabilité délivré par l’INTEC (Cnam)                                                                                         | Bac + 3 | X | X | X | X | X | X | X | X | X | X  | X  | X  | X  |

Le master CCA n'ouvre plus droit à dispense d'épreuves du DCG. Cette liste était complétée par deux arrêtés du 28 septembre 2010 qui fixaient respectivement la liste des titres et diplômes français et étrangers ouvrant droit à dispenses. Les titres et diplômes étrangers n'ouvrent cependant plus droit à dispenses d'épreuves depuis la session 2021.

## Taux de réussite
Le diplôme est connu pour afficher un faible taux de réussite, seulement 30 % des candidats en moyenne l'obtiennent au bout de 3 ans. Beaucoup de matières techniques doivent être maîtrisées pour parvenir à une vision globale du fonctionnement des entreprises. Elles comportent toutes des programmes importants, couvrant la quasi-intégralité de leur domaine.
Ce diplôme présente un mode de fonctionnement particulier : il n'existe pas de rattrapage, ainsi les notes éliminatoires (moins de 6/20 à une seule unité d'enseignement) peuvent être fatales (notamment en 3e et dernière année de cursus). Les examens se passent généralement entre la dernière semaine de mai et la 1re semaine de juin, les résultats sont publiés mi-juillet. L'avantage des diplômes DCG et DSCG est que les notes obtenues aux UE se compensent entre elles sauf les notes éliminatoires : une UE à laquelle le candidat obtient moins de 6/20 doit obligatoirement être repassée. La réforme du DCG de 2019 fixe la durée maximale de report d'une note obtenue à 8 ans. Il faut par ailleurs avoir validé le DCG pour pouvoir commencer les études en DSCG.

## Les débouchés
Le DCG est une des premières étapes à l'obtention du diplôme d'expertise comptable. Le titulaire du DCG peut donc poursuivre ses études afin d'obtenir le Diplôme supérieur de comptabilité et de gestion (DSCG), puis le Diplôme d'expertise comptable (DEC).
Il est aussi possible de préparer d'autres diplômes de niveau Master à l'issue du DCG, par exemple un Master RH (ressources humaines) ou encore un Master Finance.
Par ailleurs, de nombreux concours de la catégorie A de la fonction publique sont accessibles aux titulaires d'un diplôme en comptabilité :
- Concours du Trésor Public
- Concours de l'Éducation nationale
- Concours de l'Administration Publiques
- Concours des Collectivités Locales

Les jeunes diplômés peuvent également rejoindre le marché du travail directement après l'obtention du DCG. Diplôme reconnu sur le marché de l'emploi, le DCG permet d'accéder à des postes tels que :
- collaborateur comptable
- responsable comptable et financier en PME
- chef de mission (avec expérience)
- contrôleur de gestion
- gestionnaire de trésorerie
- collaborateur en cabinet de conseil

Rémunération premier emploi : à titre indicatif, de 2 200 à 2 600 € bruts par mois.